# Tain District
Der Tain District ist ein Distrikt in Ghana. Er ist im Zentrum Ghanas in der Bono Region gelegen. Er grenzt an die Distrikte Jaman North, Jaman South, Berekum, Sunyani Municipal, Wenchi District in der Bono Region, an Kintampo South in der Bono East Region und den Distrikt Bole in der Savannah Region. Chief Executive des Distriktes mit der Hauptstadt Nsawkaw ist E.S.K Owusu.
Der Tain Distrikt wurde erst per Präsidialdekret vom 12. November 2003 im Jahr 2004 durch Aufteilung des ehemaligen Distriktes Wenchi in den kleineren neuen Wenchi Distrikt und Tain unterteilt.

## Geographie
Der Distrikt grenzt im äußersten Norden an die Savannah Region. Die Grenze bildet hier der natürliche Flusslauf des Schwarzen Volta. Weitere wichtige Flüsse sind der Tain sowie der Nyampanie. 
Ein großer Teil des Distriktes ist mit Feuchtwald bewachsen. Auch Buschwald kommt vor allem im Norden des Distriktes vor. Die Jahresdurchschnittstemperatur liegt bei 24,5 Grad Celsius. Jahreshöchsttemperaturen liegen im Monatsdurchschnitt zwischen 30,9 °C im Februar bis April und 21,2 °C im August.

## Bevölkerung
Im Jahr 2004, dem Jahr der Gründung des Distriktes, lebten 85.216 Menschen im Distrikt. Im Jahr 2006 waren Schätzungen zufolge 90.933 im Distrikt ansässig. In diesem Zeitraum betrug die Bevölkerungswachstumsrate daher 3,3 Prozent jährlich.
Insgesamt 336 Siedlungen liegen im Distrikt. Lediglich fünf dieser Siedlungen wiesen eine städtische Prägung auf, Badu mit 11.345 Einwohnern, Seikwa (9.196), Debibi (6.427), Nsawkaw (5.569) und Brohani (5,361). Alle übrigen Ortschaften haben weniger als 5000 Einwohner.
Die Gesamtbevölkerung setzt sich zu 49,5 Prozent aus Männern und 50,5 Prozent aus Frauen zusammen. 38,5 Prozent der Bevölkerung ist unter 15 Jahre alt. Die Altersgruppe zwischen 15 und 64n Jahren macht 53,75 Prozent der Gesamtbevölkerung aus, die Altersgruppe über 65 stellt 7,75 Prozent. Insgesamt lebten 2006 50.741 Menschen über 18 Jahren im Distrikt. Von diesen waren 37,6 Prozent nicht verheiratet (Single) und 50,3 Prozent verheiratet. 4,9 Prozent waren geschieden und 1,4 Prozent verwitwet. Weitere 4 Prozent leben getrennt und über 1,8 Prozent hat die Befragung keine Angaben erbracht. Obwohl in Ghana eine Heirat von unter 18-Jährigen gesetzlich nicht gestattet ist, konnten statistische Erhebungen ergeben, dass 0,68 Prozent der unter 18-Jährigen verheiratet sind.
Mit einem Anteil von 71,6 Prozent sind die Anhänger einer christlichen Religion im Distrikt in der Mehrheit. Von der Bevölkerung zählen 16,07 Prozent zu den Muslimen, 8 Prozent sind Anhänger traditioneller afrikanischer Religionen und 4,26 Prozent zählen sich keiner religiösen Gruppe zugehörig. Unter den Christen dominieren die Katholiken mit 48,2 Prozent, 30,8 Prozent sind Protestanten, 21 Prozent gehören einer Freikirche an. Mit einem Anteil von 69,35 Prozent stellen Frauen den weitaus größten Anteil bei den Glaubensanhängern der christlichen Religionen, lediglich 30,7 Prozent der Christen sind Männer. Eine umgekehrte Verteilung ist bei den Anhängern des Islams und den traditionellen Religionen nachgewiesen. 
Die zahlenmäßig stärkste Volksgruppe sind die Banafo (auch: Banda). 

## Wirtschaft
Im Wesentlichen sind die Menschen im Tain Distrikt Landwirte oder in der Landwirtschaft beschäftigt. 80,2 Prozent der Beschäftigten sind in der Landwirtschaft tätig, 19,8 Prozent sind in den anderen Sektoren tätig. So arbeiten beispielsweise 1,4 Prozent als Fahrer (Auch Taxi), 9,2 Prozent sind Händler und 0,9 Prozent betreiben eine Bierkneipe.
Durchschnittlich wenden die Menschen im Distrikt 52,78 Prozent ihrer Einnahmen für Lebensmittel auf. Bereits 85 Prozent der Einnahmen eines Durchschnittshaushaltes werden in Lebensmitteln oder anderen landwirtschaftlichen Produkten ausgezahlt.

## Bildung
Insgesamt 81 Prozent der Kinder und Jugendlichen der entsprechenden Altersklassen waren im Distrikt im Schuljahr 2005/2006 eingeschult. Zwischen Kindergarten und Senior Secondary School waren 61,14 Prozent der Jungen und 38,86 Prozent der Mädchen eingeschult. In den Kindergärten wurden 6570 Kinder (3356 Mädchen, 3214 Jungen) betreut. Damit stellen die Jungen im Kindergarten 48,9 Prozent der Schüler, in der Grundschule sind es bereits 51,8 Prozent. In der Senior Secondary School sind bereits 65,2 Prozent der Schüler Jungen, lediglich 34,8 Prozent Mädchen.
Insgesamt 34,7 Prozent der Lehrer in den öffentlichen Schulen sind berufsspezifisch ausgebildet, 65,3 Prozent sich fachfremd. In den privaten Schulen sind alle Lehrer fachfremd ausgebildet.

## Wahlkreise
Im Distrikt Tain ist ein gleichnamiger Wahlkreis eingerichtet worden. Hier errang Joe Danquah für die Partei New Patriotic Party (NPP) bei den Parlamentswahlen 2004 den Sitz im ghanaischen Parlament. 

## Wichtige Ortschaften
| - Badu - Seikwa - Debibi - Nsawkaw - Brohani | - Brodi - Banda Boase - Menji - Atomfoso - Sabiye | - Mamasa - Bonga - Banda Ahenkro - Kabronu - Bui |